# Edmond De Lathouwer
Edmond De Lathouwer (* 26. Mai 1916 in Boom (Belgien); † 26. August 1994 in Merksem) war ein belgischer Radrennfahrer.

## Sportliche Laufbahn
Edmond De Lathouwer (auch Delathouwer) war im Straßenradsport aktiv. Von 1938 bis 1940 war er Berufsfahrer.
1939 siegte er im Rennen La Flèche Wallonne vor Huub Sijen. 1938 kam er bei Gent–Wevelgem hinter Hubert Godart auf den zweiten Platz. 1939 schied er in der Tour de France aus. Er startete dort für das Radsportteam Mercier.